# Live@HJ7
Live@HJ7 is een livealbum van Under the Dome. Het album is opgenomen tijdens het Hampshire Jam Festival te Liphook in Engeland. Under the Dome speelde daar op 15 november 2008 een (deel van een) concert. Live@HJ7 is de registratie daarvan. De muziek bestaat uit elektronische muziek uit de Berlijnse School voor elektronische muziek. Daar waar de lengte van het nummer het toelaat is de sequencer te horen. De opnamen zijn direct van de mengtafel; er is geen publiek te horen.

## Musici
- Colin Anderson; Grant Middleton – toetsinstrumenten, computers

## Tracklist
| Nr. | Titel                           | Duur |
| --- | ------------------------------- | ---- |
| 1.  | Lauch                           | 5:10 |
| 2.  | Dream Sequence                  | 6:19 |
| 3.  | Title 10                        | 5:22 |
| 4.  | C-57D                           | 3:14 |
| 5.  | The Rhode Ahead                 | 2:13 |
| 6.  | Watch the Skies                 | 4:30 |
| 7.  | Carefull with tat Patch, Jolene | 3:44 |
| 8.  | Thunder over City Hall          | 2:05 |
| 9.  | Love Park                       | 5:01 |
| 10. | Aeturn                          | 7:22 |
| 11. | The Forest Path                 | 6:03 |
| 12. | Hell                            | 7:37 |